# Donor-acceptorbinding

Voorbeeld van een donor-acceptorbinding in een ammoniumion.

Een donor-acceptorbinding, ook wel datieve binding, coördinatief-covalente binding, semipolaire binding of dipolaire binding genoemd, is een speciaal type covalente binding waarbij de beide elektronen die deel uitmaken van een gemeenschappelijk elektronenpaar bij hetzelfde atoom horen. Nadat op deze manier bindingen zijn gevormd, zijn deze even sterk en hebben dezelfde eigenschappen als gewone polaire covalente bindingen. Het onderscheid met andere covalente bindingen is kunstmatig, de terminologie wordt vooral gebruikt bij het beschrijven van coördinatieverbindingen.
Donor-acceptorbindingen treden op wanneer een lewisbase een elektronenpaar levert aan een lewiszuur, waardoor een zogeheten adduct ontstaat. Het vormingsproces van de datieve binding heet coördinatie. De elektronendonor krijgt hierbij een positieve formele lading, terwijl de elektronenacceptor een negatieve formele lading krijgt.
Elke chemische verbinding die een vrij elektronenpaar bevat kan een donor-acceptorbinding aangaan. De binding die zo ontstaat wordt ook wel coördinatief-covalente binding genoemd.

## Voorbeeld
- Koolstofmonoxide bevat één coördinatieve binding en twee gewone covalente bindingen tussen het zuurstofatoom en het koolstofatoom. Dit komt erop neer dat koolstof de elektronenacceptor en zuurstof de elektronendonor is.